# سیران مکرتچیان
سیران مکرتچیان (ارمنی: Սեյրան Նապոլեոնի Մկրտչյան زاده ۲۴ ژوئیهٔ ۱۹۶۲ - درگذشته ۳۰ نوامبر ۲۰۲۰) یک بازیگر اهل ارمنستان بود. وی از سال ۱۹۸۸ تا میلادی مشغول فعالیت بود.

## زندگی‌نامه
وی در ۲۴ ژوئیهٔ ۱۹۶۲ در گوریس به دنیا آمد و از مدرسه شماره ۲ گوریس فارغ‌التحصیل شد. وی در تئاتر دراماتیک دولتی واغارش واغارشیان گوریس فعالیت کرده است. وی همچنین برندهٔ جوایزی همچون مدال طلای وزارت فرهنگ جمهوری ارمنستان شده است. وی در ۳۰ نوامبر ۲۰۲۰ در سن ۵۸ سالگی در گوریس درگذشت.

## یادداشت
1. ↑  Նապոլեոն Մկրտչյան
2. ↑  Թերեզա Խանզադյան
3. ↑  Սվետլանա Շահնազարյան
4. ↑  Լուսինեն
5. ↑  Հայկ
6. ↑  Հակոբ
7. ↑  Շուշան
8. ↑  Գորիսի թիվ ۲ հիմնական դպրոց